# Грамада (филм)
Вижте пояснителната страница за други значения на Грамада.
„Грамада“ е български игрален филм (късометражен) от 1935 година, по сценарий и режисура на Александър Вазов. Оператор е Стефан Мишкович. Създаден е по поемата „Грамада“ от Иван Вазов, която от своя страна е вдъхновена от обичая грамада. Музиката във филма е композирана от Венедикт Бобчевски.

## Актьорски състав
- Стефан Савов – Камен
- Невена Милошева – Цена
- Константин Кисимов – Цеко
- Елена Снежина – Майката на Цена
- Надежда Костова – Майката на Камен
- Христо Коджабашев – Дядо Анто
- Никола Балабанов – Али паша
- Божил Стоянов – Халит ага
- Асен Камбуров – Велто пелтека
- Панталей Хранов – Кольо келата
- Аспарух Темелков – Ганчо
- Иван Недялков – Поп Михо
- Стефан Пейчев
- Димитър Пешев
- Иван Попов